# Chris Rusin
Christopher Patrick Rusin (* 22. Oktober 1986 in Detroit, Michigan) ist ein professioneller US-amerikanischer Baseballspieler in der Major League Baseball. Rusin wurde 2009 in der 4. Runde des MLB Drafts, von den Chicago Cubs als Amateur verpflichtet.

## Karriereverlauf
Rusin war vom 21. August 2012 bis zum 27. September 2014 als Pitcher in der Organisation der Chicago Cubs eingesetzt. Bei den Chicago Cubs pitchte Rusin sieben Spiele, wobei er zwei Spiele gewann, und drei verlor (2-3). Seine Trikot-Nummer bei den Cubs war die 18.
Nach seiner Spielerfreigabe (in den Vereinigten Staaten als Waiver bezeichnet) durch die Cubs, verpflichtete ihn im September 2014 die Organisation der Colorado Rockies.

## Gehalt
Rusins Gehalt beläuft sich von 2013 bis 2014 auf schätzungsweise 993.500 USD.